# Kanton Béthune
Kanton Béthune (francouzsky Canton de Béthune) je francouzský kanton v departementu Pas-de-Calais v regionu Hauts-de-France. Tvoří ho 7 obcí. Zřízen byl v roce 2015.

## Obce kantonu
- Annezin
- Béthune
- Chocques
- Labeuvrière
- Lapugnoy
- Oblinghem
- Vendin-lès-Béthune